# Finanças corporativas
Finanças corporativas ou finanças societárias é a area de finanças que trata das decisões financeiras tomadas pelas empresas e as ferramentas e análises usadas para tomar estas decisões. O objetivo principal é a simultânea maximização da valorização da sociedade  e a administração dos riscos financeiros da empresa.